# Château des Perrais
Le château des Perrais, ou des Perrays est un château construit à partir du XVe siècle sur le territoire de la commune de Parigné-le-Pôlin dans le département de la Sarthe. Il est en partie inscrit au titre des monuments historiques.

## Histoire
Le domaine est entré dans les possessions de la famille de Broc par une alliance en 1450 avec la famille de Saint-Benoît. Sébastien de Broc fixe sa résidence sur la terre des Perrais au début du XVIIe siècle, et fait construire vers 1630 l'aile est de l'actuel château en l'adossant à une tour du XVe siècle. Au XVIIIe siècle, Michel-Armand de Broc, premier marquis du nom, fait édifier le grand corps de logis principal avec sa façade sur la cour d'honneur. 
À la fin du XIXe siècle, le dernier marquis, Thibaut de Broc, marié à Berthe Worms de Romilly, une riche héritière, fait exécuter d'importants travaux avec l'ajout du pavillon ouest et des arcades qui bordent la cour d'honneur par l'architecte Sanson. Le paysagiste Achille Duchêne crée les parterres des terrasses et le parc à la française. Les dépendances sont agrandies ;  la marquise de Broc y installe un hôpital pendant la Première Guerre mondiale. Le roi d'Espagne, Alphonse XIII se porte acquéreur, en 1931, mais renonce aussitôt à son projet en raison de la situation politique dans son royaume. Le château des Perrais est brièvement occupé par les Allemands en 1940 puis en 1944-45 par les Américains, qui y installent une école de déminage. 
En 1946, la vicomtesse de Lantivy offre son domaine à l'Évêché, lequel le transforme pour accueillir l'Institution Saint-Michel des Perrais, établissement d'enseignement catholique privé. Mgr Grente avait pour ambition de créer un internat moderne, loin des villes, pour former les élites futures de la France.
L'Institution Saint-Michel des Perrais cesse ses fonctions en juillet 2015. Un vétérinaire nantais s'en porte acquéreur en avril 2017 pour en faire sa résidence.

## Architecture
Le château des Perrais est décomposé en trois parties. L'aile la plus ancienne date du début du XVIIe siècle. Il s'agit d'une façade de 28 pieds de long et de 24 de large avec un aspect sobre et un toit à deux versants dont la fixation des ardoises est dite droite. L'arrière du logis comporte trois tourelles avec des toits coniques en ardoises également, la plus ancienne est la tour de l'oratoire (abritant la chapelle) où l'on retrouve la date de « 1633 » sous l'une des fenêtres. Ces dernières sont à barreaux avec des vitres dites à petits carreaux. Les lucarnes au niveau des combles sont qualifiées de lucarnes à pignon car elles comportent des devants triangulaires. D'un point de vue strictement architectural, le château des Perrais est une gentilhommière sur la partie la plus ancienne.  
Les façades et toitures du château — y compris l'aile du XIXe siècle, et celles des ailes des communs —, l'escalier avec sa cage, les pièces suivantes du rez-de-chaussée avec leur décor : la salle à manger, la bibliothèque, le grand-salon, la chapelle font l'objet d'une inscription aux monuments historiques depuis le 21 décembre 1984.